# AI Electronics ai-M16
AI Electronics ai-M16 (ai-M16) је професионални рачунар фирме AI Electronics који је почео да се производи у Јапану током 1982. године.
Користио је Intel 8086 микропроцесорску јединицу а RAM меморија рачунара је имала капацитет од 256 KB, 512 KB или 1 MB зависно од модела.
Као оперативни систем коришћен је ai-KUDOS86 (UNIX), UCSD-p system, CP/M 86, MP/M 86.

## Детаљни подаци
Детаљнији подаци о рачунару ai-M16 су дати у табели испод.
|                       |                                                             |
| [ 1 ]                 |                                                             |
| Произвођач            |                                                             |
| Тип                   | професионални рачунар                                       |
| Меморија              | 256 KB, 512 или 1 зависно од модела                         |
| Поријекло             | Јапан                                                       |
| Година                | 1982                                                        |
| Тастатура             | тастатура са пуним помаком тастера са нумеричком тастатуром |
| Процесор              | 8086                                                        |
| Фреквенција процесора | 5 или 8                                                     |
| RAM                   | 256 KB, 512 или 1 зависно од модела                         |
| ROM                   | непознато                                                   |
| Текст                 | непознато                                                   |
| Графика               | да                                                          |
| Боја                  | непознато                                                   |
| Звук                  | непознато                                                   |
| Димензије             |                                                             |
| Портови               |                                                             |
| Оперативни систем     |                                                             |